# Матфей (Муроки)
Митрополит Матфей (в миру Георгий Муроки; род. 1970, Кения) — епископ греческой старостильной Истинно-православной церкви (Синод Пахомия); митрополит Найроби и всей Кении (с 2008).
День тезоименитства — 29 ноября (апостола Матфея)

## Биография
В 1988 году был пострижен в монашество с наречением имени Матфей. В сан иеромонаха был рукоположен архиепископом Афинским Андреем (Анестисом), после чего служил в Китийской митрополии под руководством митрополита Китийского Епифания. Служил настоятелем прихода Покрова Пресвятой Богородицы в деревне Киамбаа, в провинции Найроби, в Кении.
В субботу 27 апреля (10) мая 2008 года в храме в честь святой Ксении в городе Лимасоле на Кипре митрополитом Месогейским и Лавреотикийским Кириком (Кондояннисом) и предстоятелем ИПЦ Румынии митрополитом Вранческим Геронтием (Унгуряну), был хиротонисан в сан епископа и возведён в достоинство митрополита Найроби и всея Кении для новообразованной Истинно-православной церкви Кении.
Свободно владеет английским и греческим языками.